# Hockeysport-Wettskandal in Schweden 1990
Der Hockeysport-Wettskandal 1990 in Schweden kam nach einem Bericht des Journalisten Thomas Malmquist in der Zeitung Expressen ins Rollen.

## Die angezweifelten Spiele
Die in der Elitserien vertretene Eishockeymannschaft Västra Frölunda IF verlor 1990 innerhalb von sechs Tagen drei Spiele hintereinander, zuerst am 20. Februar auswärts gegen den HV71 mit 1:3, danach nochmals auswärts gegen den Södertälje SK mit 4:5 und zum Abschluss zuhause mit 7:13 gegen AIK Solna. In der zweiten Eishockeyliga verlor der Club Bodens IK zuhause mit 1:4 gegen Huddinge IK und noch unwahrscheinlicher klang der Verlust des Spitzenteams IF Boltic im Bandy mit 0:8 gegen die abstiegsbedrohte Mannschaft aus Kungälv.

## Hohe Wetteinsätze
Gleichzeitig wurden beim Anbieter Tipstjänst (heute Svenska spel) große Summen auf diese Ergebnisse gewettet. Bei Frölunda standen 86.551 SEK auf drei Siege in Folge 5.800.362 SEK auf eine Serie von drei Verlusten gegenüber. In den letzten vier Stunden vor dem Bandyspiel stieg der Einsatz auf einen Sieg von Kungälv von 17.744 SEK auf 562.865 SEK. Der Autor Mikael Bergling gibt in seinem Buch Svenska skandaler (Schwedische Skandale) an, dass auch verschiedene Spieler von IF Boltic über Strohmänner auf einen eigenen Verlust setzten. Er bezeichnete die unbekannten Hintermänner des vermutlichen Betrugs als Spiel-Mafia. Für dieses Spiel soll der Gewinn für jeden der beteiligten Spieler bei etwa 120.000 SEK gelegen haben. Laut anonymen Quellen, die mit den Journalisten des Expressen in Kontakt waren, sollen an mindestens sieben Spieler von IF Boltic zusammen 1,2 Millionen SEK an Bestechungsgeldern geflossen sein. Ein weiterer Informant der Zeitung soll berichtet haben, dass eine junge Frau kurz vor einem der drei Spiele von Frölunda IF in einem Tabakgeschäft in Falun 345.000 SEK in bar bei sich hatte und diese auf einen Verlust der Mannschaft setzte.

## Reaktionen und Gerichtsverhandlung
Alle Beteiligten wiesen die Vorwürfe von sich. Nur ein Eishockeytrainer, der zum Zeitpunkt der verdächtigen Spiele bei Djurgårdens IF angestellt war, äußerte in einem Interview, dass er absichtlich verlorene Spiele bei schwedischen Mannschaften für möglich halte. Als er in der folgenden Saison Trainer bei Frölunda IF wurde, grüßte er in einer Fernsehsendung Thomas Malmquist und den Chefredakteur vom Expressen, mit dem Hinweis, dass es in der folgenden Zeit keine absichtlichen Niederlagen geben werde.
Die Beschuldigten forderten weitere Informationen vom Expressen, und nachdem diese nur sporadisch veröffentlicht wurden, klagte der Justizkanzler die Zeitung auf Diffamierung und Überschreitung der Pressefreiheit an. Keiner der befragten Spieler im Zeugenstand sagte aus, dass es absichtlich verlorene Spiele gab. Drei Spieler von Boltic IF bestätigten Teile, der im Expressen beschriebenen Abläufe. Einer gab an, dass er Geld erhalten hatte, nachdem er Bekannten erklärt hatte, wie man auf Spiele von IF Boltic setzt. Der zweite berichtete, dass er mehrfach größere Summen auf Bandyspiele gesetzt hatte und der dritte gab zu, dass er vor dem umstrittenen Verlustspiel auf die Gegenmannschaft gesetzt hatte. Das Gericht konnte nicht nachweisen, dass die Zeitung bestimmte Personen diffamiert hatte und sprach die Redaktion in allen 176 Anklagepunkten frei.

## Folgen
Das Wettbüro Tipstjänst setzte danach eine Obergrenze für mögliche Wetteinsätze. Spielern, Trainern und Funktionären von Vereinen wurde verboten auf Spiele zu wetten, bei denen die eigene Mannschaft beteiligt ist. Schon bevor der Gerichtsprozess eingeleitet wurde, hatte ein neu auf dem schwedischen Markt agierendes britisches Wettbüro verschiedene Wetten mit ominösen Zahlungseingängen gestoppt.
Etwa 10 Jahre nach dem ersten Artikel im Expressen, gab ein anonym bleibender ehemaliger Spieler von Boltic IF ein Interview. Er berichtete von drei Mitspielern, die kurz vor dem Spiel gegen Kungälv den Vorschlag verbreiteten, wenig Gegenwehr zu leisten. Als Dank erhielten alle Spieler den Tipp, dass ein Einsatz auf das Eishockeyspiel Boden – Huddinge eine sichere Bank sei. Zeitungen, die zum Expressen in Konkurrenz stehen, äußerten, dass sie die neuen Angaben nur glauben würden, wenn der Spieler seine Identität preisgibt, was nicht geschah. Das Interview in der Zeitung Nya Wermlands-Tidningen erschien, kurz nachdem eine mögliche Anklage wegen Bestechung verjährt war.
Das schwedische Fernsehen zeigte 2022 eine Serie, die lose auf den Ereignissen des Skandals beruhte. Der Sohn von Thomas Malmquist schilderte 2023 in seinem autobiografischen Roman Istid (Eiszeit), wie seine Familie jahrelang unter Beleidigungen und Bedrohungen litt.